# أديكتيد تو يو
أديكتيت تو يو (Addicted to you) هي أغنية من إنتاج دي جي وريمكسر السويدي أفيتشي ومن تأدية صوتية لمغنية الروك فولك أودرا ماي.

## التصنيف
| التصنيف (2014)                         | المركز |
| -------------------------------------- | ------ |
| Australia (ARIA)                       | 41     |
| Germany (جي إف كاي إنترتاينمنت تشارتس) | 23     |
| Italy (FIMI)                           | 43     |
| New Zealand (Recorded Music NZ)        | 42     |
| Poland (ZPAV)                          | 11     |
| Slovenia (SloTop50)                    | 6      |